# Slovenski tolar
Slovenski tolar (SIT), koji sastavlja 100 stotina je bio valuta u Republici Sloveniji od 1991. do 2007.
Njegova oznaka po standardu ISO 4217 je bila SIT. Uveden je po isteku brijunske deklaracije 8. listopada 1991. Postojale su vrijednosti od 0.10, 0.20, 0.50, 1, 2, 5, 10, 50, 100, 200, 500, 1 000, 5 000 i 10 000 SIT. 
Na novčanicama su se nalazile poznate osobe iz slovenske politike, povijesti, poput Primoža Trubara, Jurija Vege, Jože Plečnika, Ivana Cankara, Janeza Vajkarda Valvasora i Francea Prešerena.
Od 1. siječnja 2007. valuta je u Sloveniji euro. Zamjena je obavljena u omjeru 1 euro = 239,64 tolara.

## Vanjske poveznice
- Banka Slovenije (na slovenskom jeziku)
- (rus.) Словения выпуски банкнот Slovenske novčanice